# CodePlex
CodePlex – był prowadzonym przez Microsoft portalem otwartego oprogramowania, hostującym projekty o otwartym źródle. Codeplex hostował wszystkie otwartoźródłowe projekty niezależnie od ich związków z technologiami Microsoftu, aczkolwiek wśród projektów zaznaczała się swego rodzaju tendencja: jedna trzecia z nich była objęta licencją Microsoft Public License, drugą najczęściej używaną licencją było GPL (około 2000 projektów). Około 70 procent wszystkich programów na Codeplex było napisane w C#, po nim pojawiały się w rankingu, ale znacznie dalej: JavaScript, VisualBasic i C/C++.

## Historia
Początkowa wersja beta projektu została uruchomiona w maju 2006 roku, a oficjalnie projekt otwarto już miesiąc później. Od tej pory mniej więcej raz na trzy miesiące wypuszczana jest nowa wersja strony, z poprawkami i nowymi narzędziami.
W marcu 2017 Microsoft ogłosił decyzję o zamknięciu usługi CodePlex z dniem 15 grudnia 2017.